# Smart Automobile

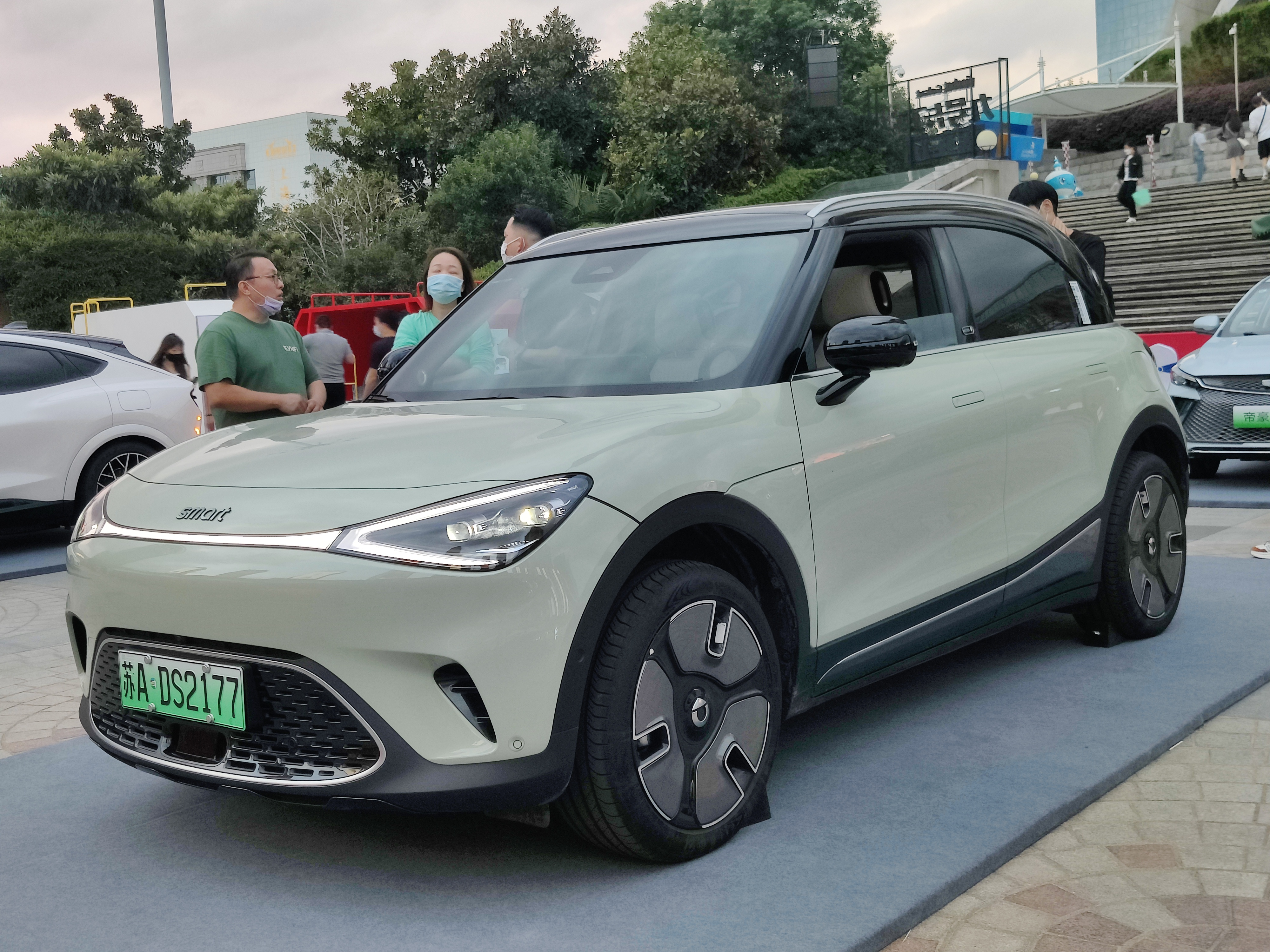
Smart #1

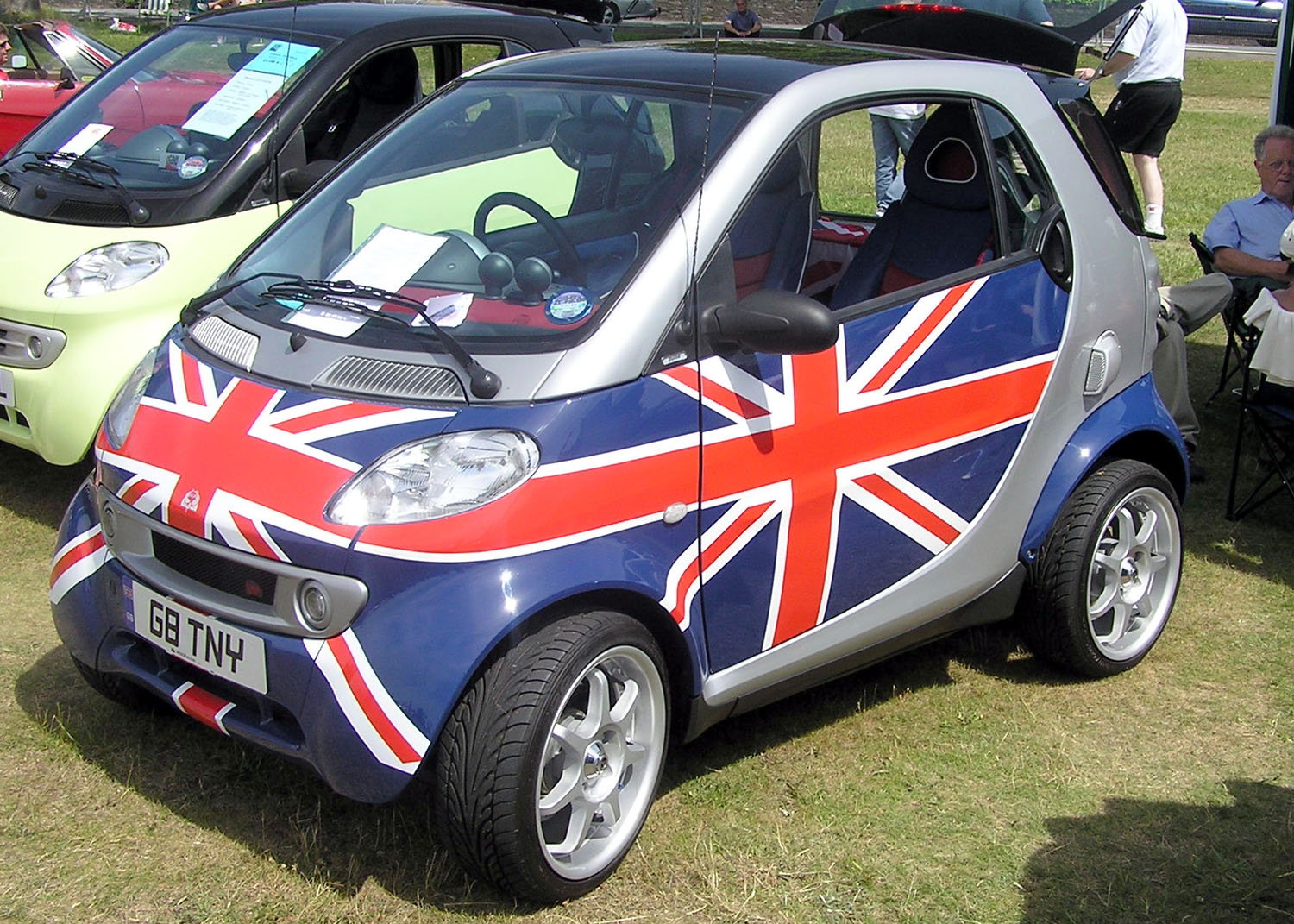
Smart Fortwo Coupé

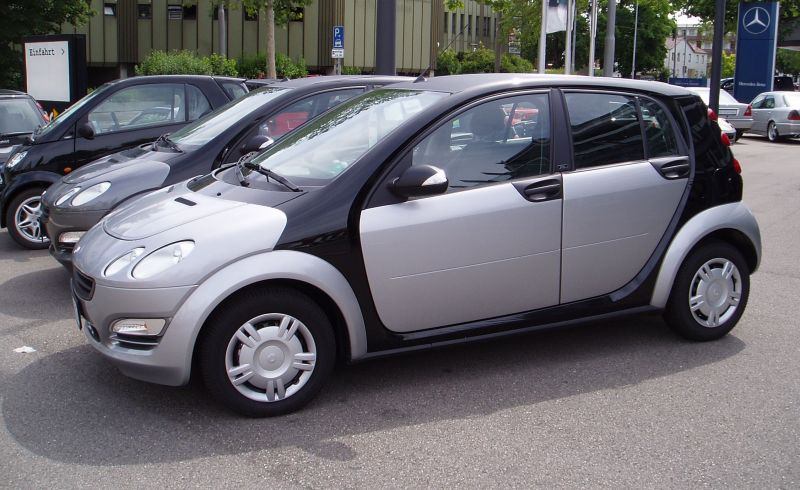
Smart Forfour

Smart är ett ursprungligen tyskt-schweiziskt bilmärke tillverkat av Smart Automobile Co., Ltd. som sedan 2019 är ett samriskföretag ägt av Mercedes-Benz Group och Geely Holding. Företagets huvudkontor ligger i Ningbo, Kina.
Smart började som samarbete mellan Volkswagen och klockföretaget Swatch samt dess chef Nicolas Hayek för att få fram en liten tvåsitsig citybil och utmynnade i början av 1980-talet i en konceptbil. Efterhand hoppade Volkswagen av samarbetet och Daimler-Benz fortsatte för att i ett senare skede ta över hela ansvaret för bilen. Namnet är en förkortning av Swatch-Mercedes-ART. 
År 1998 presenterades den första modellen som i inledningsskedet gick under namnet City Coupé (sedermera Fortwo). I början av 00-talet vidgades Smart-konceptet till att innefatta andra modeller, som en liten roadster och en fyrsitsig modell i golfklassen. Den sistnämnda, Forfour, togs fram i samarbete med Mitsubishi och tillverkades i en gemensam fabrik i nederländska Born (tidigare Volvo-fabrik). En låg efterfrågan och en tydligare inriktning på varumärket gjorde dock att tillverkningen av Forfour och Roadster lades ner under 2006. 
2019 fördes Smart över till ett nybildat samriskföretag som till hälften ägdes av Daimler AG (sedermera Mercedes-Benz Group) och till andra hälften ägdes av kinesiska Zhejiang Geely Holding Group. 2021 presenterades den eldrivna konceptbilen Concept #1 baserad på Geelys SEA-plattform. 2022 lanserades produktionsversionen av #1.

## Produktionsorter
- Ningbo, Kina
- Hambach, Frankrike (tidigare)
- Born, Nederländerna (tidigare)

## Modeller

### Nuvarande
- Smart #1 (sedan 2022)
- Smart Fortwo (sedan 1998)

### Tidigare
- Smart Crossblade (2002)
- Smart Roadster (2003–2005)
- Smart Forfour (2004–2006, 2014-2022)

### Ej lanserade
- Smart Formore (planerad modell som lades ned under utvecklingsfasen)